# Finales NBA 2016
Navigation
Finales 2015 Finales 2017
Les finales NBA 2016 sont la dernière série de matchs de la saison 2015-2016 de la NBA et la conclusion des séries éliminatoires (playoffs) de la saison.
La finale 2016 fut l'une des finales les plus marquantes de l'histoire de la NBA. 
Une finale épique au cours de laquelle, la Franchise des Cleveland Cavaliers remporte le tout 1er Titre NBA de son histoire aprés avoir été menée 3-1 par les Golden States Warriors, Champions en Titre et meilleur bilan de la saison 2016 (73 V - 9 D). 
Un bilan record, détronnant ainsi les Chicago Bulls de 1996 (72 V - 10 D). 

## Lieux des Finales
Les deux salles pour le tournoi ces finales sont : l'Oracle Arena d'Oakland et la Quicken Loans Arena de Cleveland.
| Warriors de Golden State | \| Oakland Cleveland \| | Cleveland               |
| Oracle Arena             | \| Oakland Cleveland \| | Quicken Loans Arena     |
| Capacité: 19 596         | \| Oakland Cleveland \| | Capacité: 20 562        |
| Oracle Arena             | \| Oakland Cleveland \| | American Airlines Arena |
| Oakland Cleveland        |                         |                         |

## Résumé de la saison

### Parcours comparés vers les finales NBA
| Conférence Ouest | Conférence Ouest                | Conférence Ouest | Conférence Ouest | Conférence Ouest | Conférence Ouest | Conférence Ouest | Conférence Ouest |
| No               | Franchise                       | Vic.             | Def.             | MJ               | MR               | % V/D            | RV               |
| ---------------- | ------------------------------- | ---------------- | ---------------- | ---------------- | ---------------- | ---------------- | ---------------- |
| 1                | Warriors de Golden StateT       | 73               | 9                | 82               | 2                | .890             | -                |
| 2                | Spurs de San Antonio            | 67               | 15               | 82               | 0                | .817             | 6                |
| 3                | Thunder d'Oklahoma City         | 55               | 27               | 82               | 0                | .671             | 18               |
| 4                | Clippers de Los Angeles         | 53               | 29               | 82               | 0                | .646             | 20               |
| 5                | Trail Blazers de Portland       | 44               | 38               | 82               | 0                | .537             | 29               |
| 6                | Mavericks de Dallas             | 42               | 40               | 82               | 0                | .512             | 31               |
| 7                | Grizzlies de Memphis            | 42               | 40               | 82               | 0                | .512             | 31               |
| 8                | Rockets de Houston              | 41               | 41               | 82               | 0                | .500             | 32               |
|                  |                                 |                  |                  |                  |                  |                  |                  |
| 9                | Jazz de l'Utah                  | 40               | 42               | 82               | 0                | .488             | 33               |
| 10               | Kings de Sacramento             | 33               | 49               | 82               | 0                | .402             | 40               |
| 11               | Nuggets de Denver               | 33               | 49               | 82               | 0                | .402             | 40               |
| 12               | Pelicans de La Nouvelle-Orléans | 30               | 52               | 82               | 0                | .366             | 43               |
| 13               | Timberwolves du Minnesota       | 29               | 53               | 82               | 0                | .354             | 44               |
| 14               | Suns de Phoenix                 | 23               | 59               | 82               | 0                | .280             | 50               |
| 15               | Lakers de Los Angeles           | 17               | 65               | 82               | 0                | .207             | 56               |

| Conférence Est | Conférence Est         | Conférence Est | Conférence Est | Conférence Est | Conférence Est | Conférence Est | Conférence Est |
| No             | Franchise              | Vic.           | Déf.           | MJ             | MR             | % V/D          | RV             |
| -------------- | ---------------------- | -------------- | -------------- | -------------- | -------------- | -------------- | -------------- |
| 1              | Cavaliers de Cleveland | 57             | 25             | 82             | 2              | .695           | -              |
| 2              | Raptors de Toronto     | 56             | 26             | 82             | 0              | .683           | 1              |
| 3              | Heat de Miami          | 48             | 34             | 82             | 0              | .585           | 9              |
| 4              | Hawks d'Atlanta        | 48             | 34             | 82             | 0              | .585           | 9              |
| 5              | Celtics de Boston      | 48             | 34             | 82             | 0              | .585           | 9              |
| 6              | Hornets de Charlotte   | 48             | 34             | 82             | 0              | .585           | 9              |
| 7              | Pacers de l'Indiana    | 45             | 37             | 82             | 0              | .549           | 12             |
| 8              | Pistons de Détroit     | 44             | 38             | 82             | 0              | .537           | 13             |
|                |                        |                |                |                |                |                |                |
| 9              | Bulls de Chicago       | 42             | 40             | 82             | 0              | .512           | 15             |
| 10             | Wizards de Washington  | 41             | 41             | 82             | 0              | .500           | 16             |
| 11             | Magic d'Orlando        | 35             | 47             | 82             | 0              | .427           | 22             |
| 12             | Bucks de Milwaukee     | 33             | 49             | 82             | 0              | .402           | 24             |
| 13             | Knicks de New York     | 32             | 50             | 82             | 0              | .390           | 25             |
| 14             | Nets de Brooklyn       | 21             | 61             | 82             | 0              | .256           | 36             |
| 15             | 76ers de Philadelphie  | 10             | 72             | 82             | 0              | .120           | 47             |

## Les finales

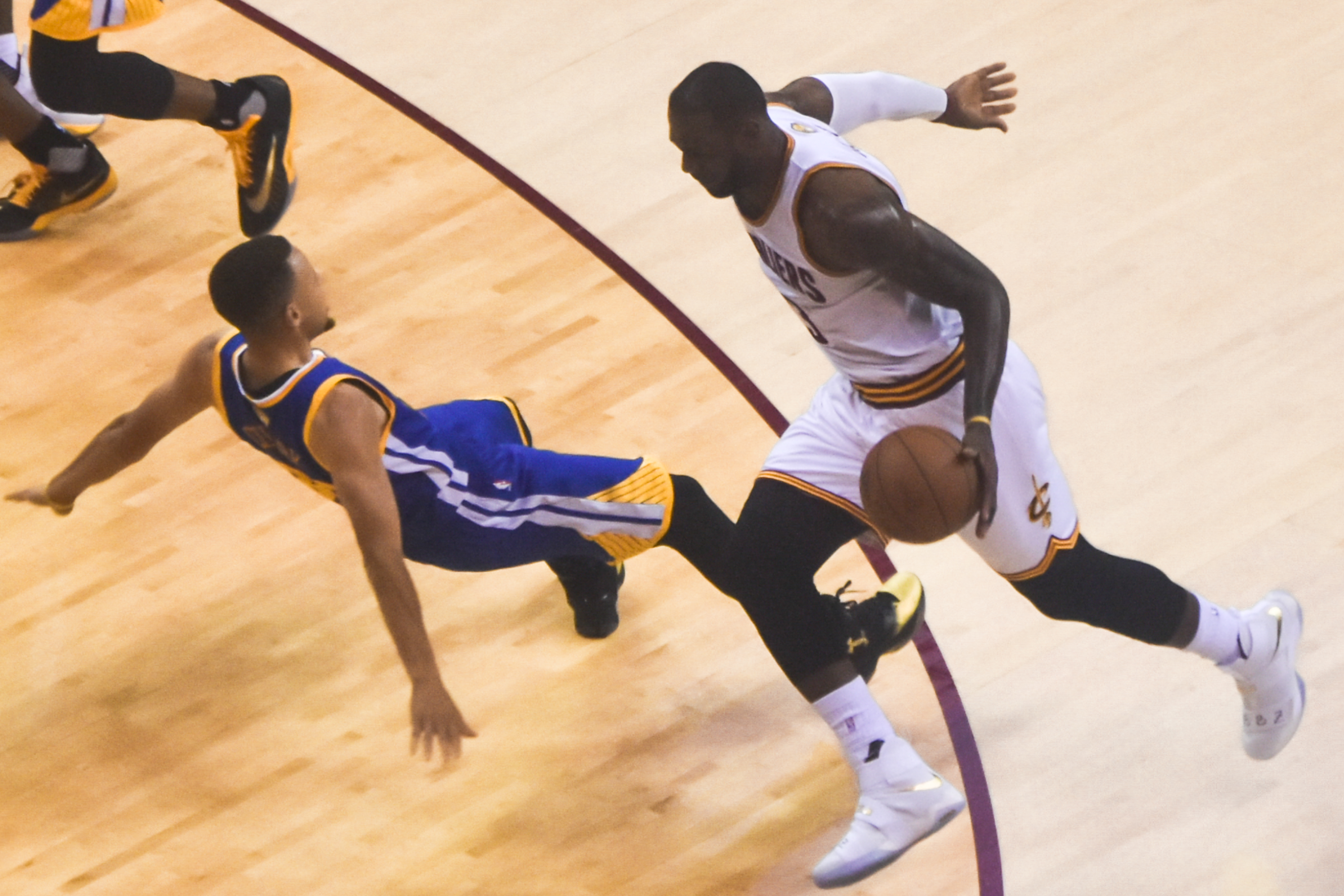
Steph Curry (à gauche) et LeBron James (à droite) lors du match 6 des finales NBA 2016.

Toutes les heures sont en Eastern Daylight Time (UTC−4)

### Match 1
| 2 juin 2016 21:00 EDT | Report | Cavaliers de Cleveland 89, Warriors de Golden State 104 | Cavaliers de Cleveland 89, Warriors de Golden State 104 | Cavaliers de Cleveland 89, Warriors de Golden State 104   |  | Oracle Arena, Oakland Affluence : 19 596 Arbitres : Ken Mauer, Marc Davis, Ed Malloy | ABC |
| 2 juin 2016 21:00 EDT | Report | Score par quart-temps : 24-28, 19-24, 25-22, 21-30      |                                                         |                                                           |  | Oracle Arena, Oakland Affluence : 19 596 Arbitres : Ken Mauer, Marc Davis, Ed Malloy | ABC |
| 2 juin 2016 21:00 EDT | Report | Score par mi-temps : 43-52, 46-52                       |                                                         |                                                           |  | Oracle Arena, Oakland Affluence : 19 596 Arbitres : Ken Mauer, Marc Davis, Ed Malloy | ABC |
| 2 juin 2016 21:00 EDT | Report | Kyrie Irving, 26 Kevin Love, 13 LeBron James, 9         | Points Rebonds Passes d.                                | Shaun Livingston, 20 Draymond Green, 11 Draymond Green, 7 |  | Oracle Arena, Oakland Affluence : 19 596 Arbitres : Ken Mauer, Marc Davis, Ed Malloy | ABC |
| 2 juin 2016 21:00 EDT | Report | Golden State mène la série 1 à 0.                       |                                                         |                                                           |  | Oracle Arena, Oakland Affluence : 19 596 Arbitres : Ken Mauer, Marc Davis, Ed Malloy | ABC |

### Match 2
| 5 juin 2016 20:00 EDT | Report | Cavaliers de Cleveland 77, Warriors de Golden State 110 | Cavaliers de Cleveland 77, Warriors de Golden State 110 | Cavaliers de Cleveland 77, Warriors de Golden State 110            |  | Oracle Arena, Oakland Affluence : 19 596 Arbitres : Scott Foster, Tony Brothers, James Capers | ABC |
| 5 juin 2016 20:00 EDT | Report | Score par quart-temps : 21-19, 23-33, 18-30, 15-28      |                                                         |                                                                    |  | Oracle Arena, Oakland Affluence : 19 596 Arbitres : Scott Foster, Tony Brothers, James Capers | ABC |
| 5 juin 2016 20:00 EDT | Report | Score par mi-temps : 44-52, 33-58                       |                                                         |                                                                    |  | Oracle Arena, Oakland Affluence : 19 596 Arbitres : Scott Foster, Tony Brothers, James Capers | ABC |
| 5 juin 2016 20:00 EDT | Report | LeBron James, 19 LeBron James, 8 LeBron James, 9        | Points Rebonds Passes d.                                | Draymond Green, 28 Stephen Curry, 9 Green, Livingston, Thompson, 5 |  | Oracle Arena, Oakland Affluence : 19 596 Arbitres : Scott Foster, Tony Brothers, James Capers | ABC |
| 5 juin 2016 20:00 EDT | Report | Golden State mène la série 2 à 0.                       |                                                         |                                                                    |  | Oracle Arena, Oakland Affluence : 19 596 Arbitres : Scott Foster, Tony Brothers, James Capers | ABC |

### Match 3
| 8 juin 2016 21:00 EDT | Report | Warriors de Golden State 90, Cavaliers de Cleveland 120 | Warriors de Golden State 90, Cavaliers de Cleveland 120 | Warriors de Golden State 90, Cavaliers de Cleveland 120 |  | Quicken Loans Arena, Cleveland Affluence : 20 562 Arbitres : Monty McCutchen, Derrick Stafford, Zach Zarba | ABC |
| 8 juin 2016 21:00 EDT | Report | Score par quart-temps : 16-33, 27-18, 26-38, 21-31      |                                                         |                                                         |  | Quicken Loans Arena, Cleveland Affluence : 20 562 Arbitres : Monty McCutchen, Derrick Stafford, Zach Zarba | ABC |
| 8 juin 2016 21:00 EDT | Report | Score par mi-temps : 43-51, 47-69                       |                                                         |                                                         |  | Quicken Loans Arena, Cleveland Affluence : 20 562 Arbitres : Monty McCutchen, Derrick Stafford, Zach Zarba | ABC |
| 8 juin 2016 21:00 EDT | Report | Stephen Curry, 19 Draymond Green, 7 Draymond Green, 7   | Points Rebonds Passes d.                                | LeBron James, 32 Tristan Thompson, 13 Kyrie Irving, 8   |  | Quicken Loans Arena, Cleveland Affluence : 20 562 Arbitres : Monty McCutchen, Derrick Stafford, Zach Zarba | ABC |
| 8 juin 2016 21:00 EDT | Report | Golden State mène la série 2 à 1.                       |                                                         |                                                         |  | Quicken Loans Arena, Cleveland Affluence : 20 562 Arbitres : Monty McCutchen, Derrick Stafford, Zach Zarba | ABC |

### Match 4
| 10 juin 2016 21:00 EDT | Report | Warriors de Golden State 108, Cavaliers de Cleveland 97 | Warriors de Golden State 108, Cavaliers de Cleveland 97 | Warriors de Golden State 108, Cavaliers de Cleveland 97 |  | Quicken Loans Arena, Cleveland Affluence : 20 562 Arbitres : Dan Crawford, Mike Callahan, Jason Phillips | ABC |
| 10 juin 2016 21:00 EDT | Report | Score par quart-temps : 29-28, 21-27, 29-22, 29-20      |                                                         |                                                         |  | Quicken Loans Arena, Cleveland Affluence : 20 562 Arbitres : Dan Crawford, Mike Callahan, Jason Phillips | ABC |
| 10 juin 2016 21:00 EDT | Report | Score par mi-temps : 50-55, 58-42                       |                                                         |                                                         |  | Quicken Loans Arena, Cleveland Affluence : 20 562 Arbitres : Dan Crawford, Mike Callahan, Jason Phillips | ABC |
| 10 juin 2016 21:00 EDT | Report | Stephen Curry, 38 Draymond Green, 12 Andre Iguodala, 7  | Points Rebonds Passes d.                                | Kyrie Irving, 34 LeBron James, 13 LeBron James, 9       |  | Quicken Loans Arena, Cleveland Affluence : 20 562 Arbitres : Dan Crawford, Mike Callahan, Jason Phillips | ABC |
| 10 juin 2016 21:00 EDT | Report | Golden State mène la série 3 à 1.                       |                                                         |                                                         |  | Quicken Loans Arena, Cleveland Affluence : 20 562 Arbitres : Dan Crawford, Mike Callahan, Jason Phillips | ABC |

### Match 5
| 13 juin 2016 21:00 EDT | Report | Cavaliers de Cleveland 112, Warriors de Golden State 97 | Cavaliers de Cleveland 112, Warriors de Golden State 97 | Cavaliers de Cleveland 112, Warriors de Golden State 97 |  | Oracle Arena, Oakland Affluence : 19 596 Arbitres : Monty McCutchen, Marc Davis and Derrick Stafford | ABC |
| 13 juin 2016 21:00 EDT | Report | Score par quart-temps : 29-32, 32-29, 32-23, 19-13      |                                                         |                                                         |  | Oracle Arena, Oakland Affluence : 19 596 Arbitres : Monty McCutchen, Marc Davis and Derrick Stafford | ABC |
| 13 juin 2016 21:00 EDT | Report | Score par mi-temps : 61-61, 51-36                       |                                                         |                                                         |  | Oracle Arena, Oakland Affluence : 19 596 Arbitres : Monty McCutchen, Marc Davis and Derrick Stafford | ABC |
| 13 juin 2016 21:00 EDT | Report | James, Irving, 41 LeBron James, 16 LeBron James, 7      | Points Rebonds Passes d.                                | Klay Thompson, 37 Andre Iguodala, 11 Andre Iguodala, 6  |  | Oracle Arena, Oakland Affluence : 19 596 Arbitres : Monty McCutchen, Marc Davis and Derrick Stafford | ABC |
| 13 juin 2016 21:00 EDT | Report | Golden State mène la série 3 à 2.                       |                                                         |                                                         |  | Oracle Arena, Oakland Affluence : 19 596 Arbitres : Monty McCutchen, Marc Davis and Derrick Stafford | ABC |

### Match 6
| 16 juin 2016 21:00 EDT | Report | Warriors de Golden State 101, Cavaliers de Cleveland 115 | Warriors de Golden State 101, Cavaliers de Cleveland 115 | Warriors de Golden State 101, Cavaliers de Cleveland 115 |  | Quicken Loans Arena, Cleveland Affluence : 20 562 Arbitres : Scott Foster, Ken Mauer and Jason Phillips | ABC |
| 16 juin 2016 21:00 EDT | Report | Score par quart-temps : 11-31, 32-28, 28-21, 30-35       |                                                          |                                                          |  | Quicken Loans Arena, Cleveland Affluence : 20 562 Arbitres : Scott Foster, Ken Mauer and Jason Phillips | ABC |
| 16 juin 2016 21:00 EDT | Report | Score par mi-temps : 43-59, 58-56                        |                                                          |                                                          |  | Quicken Loans Arena, Cleveland Affluence : 20 562 Arbitres : Scott Foster, Ken Mauer and Jason Phillips | ABC |
| 16 juin 2016 21:00 EDT | Report | Stephen Curry, 30 Draymond Green, 10 Draymond Green, 6   | Points Rebonds Passes d.                                 | LeBron James, 41 Tristan Thompson, 16 LeBron James, 11   |  | Quicken Loans Arena, Cleveland Affluence : 20 562 Arbitres : Scott Foster, Ken Mauer and Jason Phillips | ABC |
| 16 juin 2016 21:00 EDT | Report | Egalité dans la série 3 à 3.                             |                                                          |                                                          |  | Quicken Loans Arena, Cleveland Affluence : 20 562 Arbitres : Scott Foster, Ken Mauer and Jason Phillips | ABC |

### Match 7
| 19 juin 2016 20:00 EDT | Report | Cavaliers de Cleveland 93, Warriors de Golden State 89                                              | Cavaliers de Cleveland 93, Warriors de Golden State 89 | Cavaliers de Cleveland 93, Warriors de Golden State 89  |  | Oracle Arena, Oakland | ABC |
| 19 juin 2016 20:00 EDT | Report | Score par quart-temps : 23-22, 19-27, 33-27, 18-13                                                  |                                                        |                                                         |  | Oracle Arena, Oakland | ABC |
| 19 juin 2016 20:00 EDT | Report | Score par mi-temps : 42-49, 51-40                                                                   |                                                        |                                                         |  | Oracle Arena, Oakland | ABC |
| 19 juin 2016 20:00 EDT | Report | LeBron James, 27 Kevin Love, 14 LeBron James, 11                                                    | Points Rebonds Passes d.                               | Draymond Green, 32 Draymond Green, 15 Draymond Green, 9 |  | Oracle Arena, Oakland | ABC |
| 19 juin 2016 20:00 EDT | Report | Cleveland remporte la série 4 à 3 et remporte le titre NBA. LeBron James est nommé MVP des Finales. |                                                        |                                                         |  | Oracle Arena, Oakland | ABC |

## Equipes

### Warriors de Golden State
| Warriors de Golden State Effectif durant les finales 2016 |    |                        |                      |                   |
| Entraîneur : Steve Kerr                                   |    |                        |                      |                   |
| Arrière                                                   | 19 | Drapeau du Brésil      | Leandro Barbosa      | Brésil            |
| Ailier                                                    | 40 | Drapeau des États-Unis | Harrison Barnes      | North Carolina    |
| Pivot                                                     | 12 | Drapeau de l'Australie | Andrew Bogut         | Utah              |
| Arrière                                                   | 21 | Drapeau des États-Unis | Ian Clark            | Belmont           |
| Meneur                                                    | 30 | Drapeau des États-Unis | Stephen Curry (C)    | Davidson          |
| Pivot                                                     | 31 | Drapeau du Nigeria     | Festus Ezeli         | Vanderbilt        |
| Ailier, Ailier fort                                       | 23 | Drapeau des États-Unis | Draymond Green       | Michigan State    |
| Arrière, Ailier                                           | 9  | Drapeau des États-Unis | Andre Iguodala (C)   | Arizona           |
| Arrière, Meneur                                           | 34 | Drapeau des États-Unis | Shaun Livingston     | Peoria Central HS |
| Ailier fort                                               | 36 | Drapeau des États-Unis | Kevon Looney         | UCLA              |
| Ailier                                                    | 20 | Drapeau des États-Unis | James Michael McAdoo | Caroline du Nord  |
| Arrière, Ailier                                           | 4  | Drapeau des États-Unis | Brandon Rush         | Kansas            |
| Ailier fort                                               | 5  | Drapeau des États-Unis | Marreese Speights    | Florida           |
| Arrière                                                   | 11 | Drapeau des États-Unis | Klay Thompson        | Washington State  |
| Ailier fort, Pivot                                        | 18 | Drapeau du Brésil      | Anderson Varejão     | Brésil            |
| (C) Capitaine - Blessé                                    |    |                        |                      |                   |

### Cavaliers de Cleveland
| Cavaliers de Cleveland Effectif durant les finales 2016 |    |                        |                     |                              |
| Entraineur : Tyronn Lue                                 |    |                        |                     |                              |
| Arrière, Meneur                                         | 8  | Drapeau de l'Australie | Matthew Dellavedova | Saint Mary's                 |
| Ailier fort, Pivot                                      | 9  | Drapeau des États-Unis | Channing Frye       | Arizona                      |
| Meneur                                                  | 2  | Drapeau des États-Unis | Kyrie Irving (C)    | Duke                         |
| Ailier, Ailier fort                                     | 23 | Drapeau des États-Unis | LeBron James (C)    | St. Vincent–St. Mary HS (OH) |
| Ailier                                                  | 24 | Drapeau des États-Unis | Richard Jefferson   | Arizona                      |
| Ailier                                                  | 1  | Drapeau des États-Unis | James Jones         | Miami                        |
| Pivot                                                   | 14 | Drapeau de la Russie   | Sasha Kaun          | Kansas                       |
| Ailier fort                                             | 0  | Drapeau des États-Unis | Kevin Love (C)      | UCLA                         |
| Arrière                                                 | 12 | Drapeau des États-Unis | Jordan McRae        | Tennessee                    |
| Pivot                                                   | 20 | Drapeau de la Russie   | Timofeï Mozgov      | Russie                       |
| Arrière, Ailier                                         | 4  | Drapeau des États-Unis | Iman Shumpert       | Georgia Tech                 |
| Arrière                                                 | 5  | Drapeau des États-Unis | J. R. Smith         | St. Benedict's Prep (NJ)     |
| Ailier fort                                             | 13 | Drapeau des États-Unis | Tristan Thompson    | Texas                        |
| Meneur, Arrière                                         | 52 | Drapeau des États-Unis | Maurice Williams    | Alabama                      |
| (C) Capitaine, Blessé                                   |    |                        |                     |                              |